# District de Barunga Ouest
Le district de Barunga Ouest (District of Barunga West) est une zone d'administration locale située à l'extrémité nord de la Péninsule de Yorke en Australie-Méridionale en Australie. 
Son économie repose sur l'agriculture (cultures céréalières) et le tourisme.

## Localités
Les principales localités du district sont Alford, Bute, Fishermans Bay, Kulpara, Melton, Mundoora, Port Broughton, Tickera et Wokurna.